# Buikslotermeerdijk
De Buikslotermeerdijk is een straat, voormalige dijk en historisch traject in de wijk Buikslotermeer van Amsterdam-Noord. De dijk vormt een zuidelijke begrenzing van de voormalige Buikslotermeerpolder en loopt vanaf de Meeuwenlaan in westelijke richting naar het Noordhollands Kanaal, waar deze aansluit op de IJdoornlaanbrug (brug 970). De Buikslotermeerdijk moet niet verward worden met de nabijgelegen en oudere Buiksloterdijk, die onderdeel is van het beschermde dorpsgezicht Buiksloot.
De Buikslotermeerdijk is een woonstraat met gemengde bebouwing, waaronder flats uit de jaren zestig van de 20e eeuw, kleinschalige nieuwbouw en maatschappelijke voorzieningen. De dijk loopt parallel aan het traject van de metrolijn Noord/Zuidlijn (lijn 52), met station Noord op loopafstand.
Aan de westzijde mondt de dijk uit bij de IJdoornlaanbrug (brug 970), een opvallende ophaalbrug uit de jaren tachtig, ontworpen door Dirk Sterenberg. Deze brug vormt een belangrijke schakel in de verkeersverbinding tussen Buikslotermeer, Banne Buiksloot en de A10.

## Geschiedenis

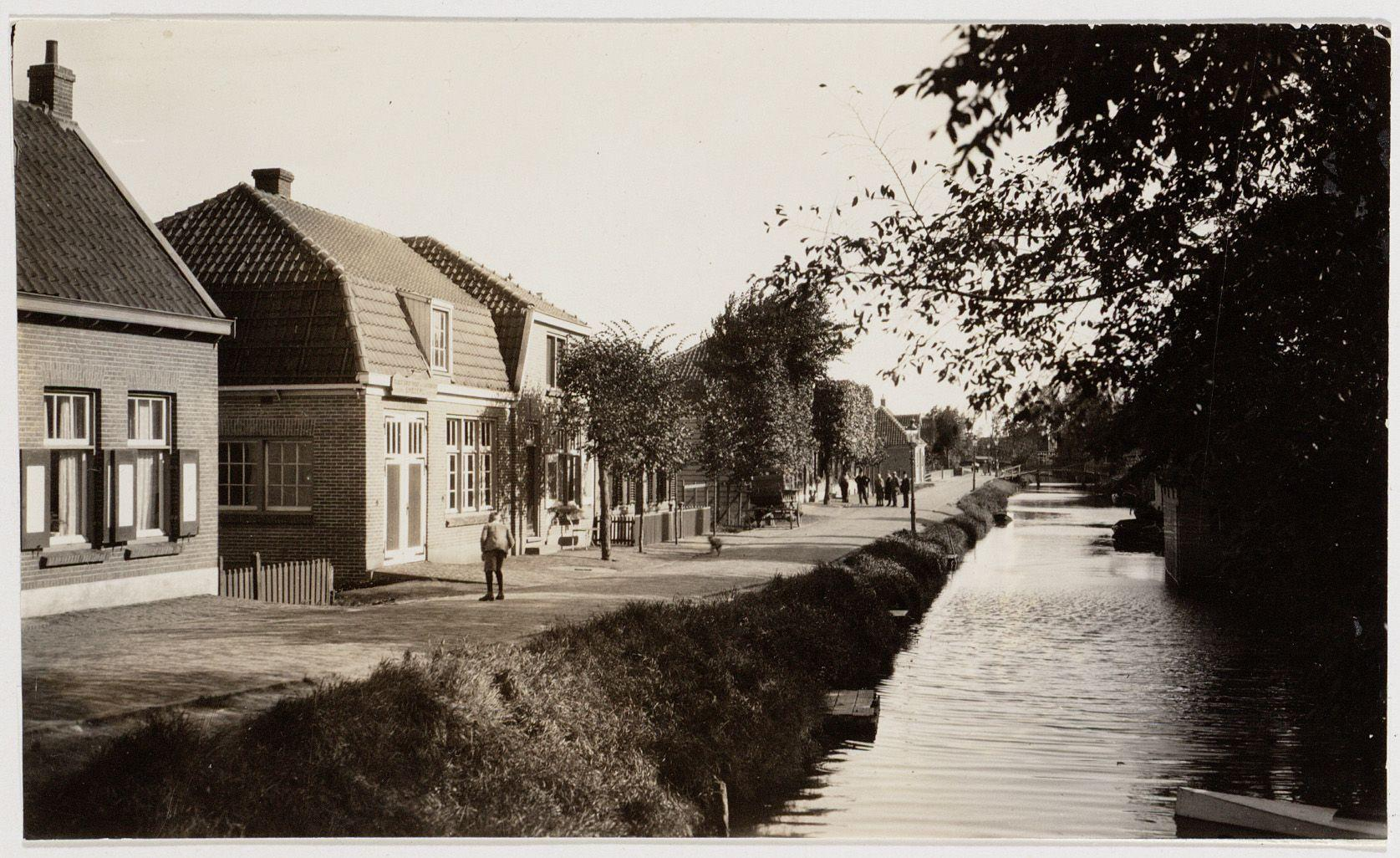
De Buikslotermeerdijk in 1922

De Buikslotermeerdijk werd oorspronkelijk aangelegd als onderdeel van de ringdijk rond het Buikslotermeer, een veenplas van circa 340 hectare groot, die in 1627 werd drooggemalen. Samen met het Belmer- en Broekermeer vormde het de basis voor de Buikslotermeerpolder. De dijk was van groot belang voor de bescherming tegen overstromingen, mede omdat delen van de polder tot meer dan vijf meter onder NAP liggen. De westelijke ringsloot van de polder werd in 1824 opgenomen in het tracé van het Noordhollands Kanaal.
De dijk hield stand tijdens meerdere stormvloeden, maar in 1825 bezweek een deel nabij Durgerdam, waarbij de gehele polder onder water kwam te staan. De laatste grote overstroming vond plaats in 1916.

### Ontwikkeling in de 20e eeuw
Na de annexatie van de gemeente Buiksloot door Amsterdam in 1921 bleef het gebied rondom de Buikslotermeerdijk aanvankelijk landelijk en agrarisch van karakter. Langs de dijk stonden diverse grote boerenhoeven, waaronder 'Boerelust', 'Herteveld' en 'Elsenhage', die tot de jaren zestig standhielden.
In het kader van het gewijzigde Algemeen Uitbreidingsplan (1958) begon de grootschalige stadsontwikkeling van Amsterdam-Noord. Hierdoor verdwenen de historische boerderijen en werd de dijk opgenomen in het moderne stratenplan. De verhoogde ligging bleef behouden, net als in de rest van de voormalige ringdijk.

## Verkeer en bereikbaarheid
De Buikslotermeerdijk is een relatief rustige straat met lokale functie. Dankzij de nabijheid van station Noord, het busstation aan het Buikslotermeerplein en directe aansluiting op de IJdoornlaan is de bereikbaarheid goed.

## Naamgeving
De naam Buikslotermeerdijk verwijst naar de historische ligging aan de zuidzijde van het voormalige Buikslotermeer. Deze naam is officieel vastgesteld door de gemeente Amsterdam en dient ter onderscheiding van de oudere Buiksloterdijk.